# ニューヨーク国際オートショー
ニューヨーク国際オートショー（New York International Auto Show）は、アメリカ・ニューヨークで毎年春に開催される国際自動車展示会である。1900年に始まり、それ以降毎年開催されている。1956年から1987年まで会場はニューヨーク・コロシアム (en) だったが、それ以降はジェイコブ・ジャビッツ・コンベンションセンターへ移っている。

## 出展された車種

### 2006年
- サターン・オーラ
- サターン・アウトルック
- サターン・スカイ・レッドライン
- サターン・プレヴュー・コンセプト
- ポンティアックG6 GXP
- フォード・シェルビー GT-H
- クライスラー・300ロングホイールベース仕様
- ジープ・パトリオット
- ジープ・ラングラー・アンリミテッド
- レクサス・LS600hL
- サイオン・FUSEコンセプト
- サイオン・tC 2.0
- ホンダ・エレメントSC
- アキュラ・RDX
- アキュラ・MD-Xコンセプト
- インフィニティ・G35セダン
- 日産・アルティマ
- 日産・マキシマ（フェイスリフト）
- ヒュンダイ・エラントラ
- キア・ソレント（フェイスリフト）
- マツダ・CX-9
- マツダスピード3
- スズキ・XL7
- スズキ・SX4
- スバル・レガシィ・スペックB
- スバル・インプレッサWRX STIリミテッド
- 三菱・コンセプトX
- 三菱・アウトランダー
- メルセデス・ベンツ・Eクラス（フェイスリフト）
- BMW Z4/Mクーペ
- MINIクーパーJCW GP
- アウディ・A4/S4カブリオレ
- ベントレー・コンチネンタルGTC
- ボルボ・カーズ・XC90（フェイスリフト）
- ランドローバー・Land-eコンセプト
- ロータス・スポーツ・エリーゼ
- フェラーリ・599GTBフィオラノ

### 2005年
- シボレー・トレイルブレイザーSS
- シボレー・マリブ/マリブマックスSS
- キャデラック・XLR-V
- シェルビー・コブラGT500（フォード・マスタング）
- ダッジ・チャージャーSRT-8
- ジープ・コマンダー
- ジープ・グランドチェロキーSRT-8
- メルセデス・ベンツ・Rクラス
- ヒュンダイ・アゼーラ
- 三菱・ランサーエボリューション
- いすゞ・iシリーズ

### 2004年
- キャデラック・STS
- フォード・エスケープ・ハイブリッド
- リンカーン・ゼファー
- ジープ・グランドチェロキー
- ジープ・リバティ
- インフィニティ・M45
- 日産・アルティマSE-R
- 日産・エクステラ
- メルセデス・ベンツSL65 AMG
- サーブ・9-7X
- ジャガー・XJ-L
- ランドローバーLR3